# 神達に拾われた男
『神達に拾われた男』（かみたちにひろわれたおとこ）は、Royによる日本のライトノベルおよびそれを原作とするメディアミックス作品。小説投稿サイト「小説家になろう」にて2014年1月28日より連載を開始したものの、一度更新を終了して2015年7月10日より大幅に手を加えた改訂版を再度連載開始した。2017年9月からは改訂版に準拠した書籍版がHJノベルス（ホビージャパン）より刊行されている。イラスト担当はりりんら。2023年11月時点でシリーズ累計部数は450万部を記録している。メディアミックスとして漫画化とテレビアニメ化が行われている。
本項目では、現在も更新中で書籍版のベースにもなっている、「小説家になろう」に連載中の「神達に拾われた男（改訂版）」を基にして記述する。

## あらすじ
ブラック企業に勤める天涯孤独のサラリーマン竹林竜馬は、就寝中のくしゃみが原因であっけなく死亡してしまう。死後、三柱の神により異世界へと転移することとなり、彼らの手厚い加護を貰ってとりあえず森で一人暮らしを始めるが、公爵家との出会いをきっかけに街で生活することとなる。街では、神達からの加護と一人暮らしの間に行なっていたスライム研究を基にして商売を行なったり、冒険者として問題を解決したりと活躍することとなる。

## 登場人物
声の項はテレビアニメ版の声優。
リョウマ・タケバヤシ / 竹林竜馬
声 - 田所あずさ（リョウマ） / 安元洋貴（竹林竜馬）
本作の主人公。地球では39歳の独身SEとしてブラック企業に勤務していた。実年齢以上に老けた印象。幼少期より父親から虐待に近い厳しさで様々な武術を叩き込まれ、日々の訓練を欠かさない生真面目な性格で筋肉質な身体だった。父と死別したのち、母親と二人暮らしをしていたが、のちにその母も亡くなり、アパートで一人暮らしをしていた。自分に落ち度がないにもかかわらず、事件に巻き込まれたり何度も職を追われるという理不尽な過去を持つ。外見に似合わずアニメ・漫画好きのオタクであり、様々な雑学にも精通している。趣味でフィギュア作成等もしていた。
転生後にセーレリプタが禁忌に近い手法で分析したところ、リョウマの不幸な人生や特異な精神性には地球の神による歪んだ介入の痕跡が見つかっている。それによると、地球神は娯楽としてリョウマが凶悪な犯罪者となるよう境遇を誘導していたと考えられるいくつもの証左が発見された。これは神にとっても禁忌に触れる行為であり、リョウマ以外にも複数人の人生が歪められた痕跡があるようだが、セイルフォールの神より地球の神の方が上位であるため追及が難しい模様。リョウマはそうした介入の都度犯罪への衝動に対する自制を繰り返すことで、高い各種耐性を獲得することができたのである。リョウマの境遇や人格に関してはガイン達も以前から不自然さを感じており、結果的にセーレリプタの行為で裏付けが取れた形になった。
死後、地球の魔力を魔力不足の異世界であるセイルフォールに補充するという目的のため、ガイン達によって魂を転移させられた。転移は8歳の少年の身体に魂を移されたため、外見は子供であるものの、精神と知識はアラフォー男性という奇妙な状態となる。ただし肉体年齢に精神面がかなり影響されていると自己分析しており、単純に外見子供・中身大人というわけでもない模様。当面は転移先のガナの森で一人暮らしをすることが不自然でないように、シュルス大樹海出身で、武神ティガルと賢者メーリアを祖父母としてガナの森で育てられたという、架空の生い立ちを神達から与えられた。一人暮らしをするうちに、テイマーとして数多くのスライムを使役してそのスライム研究に没頭するようになり、意図せず世界的な謎とされていたビッグスライムの使役方法を発見。実はビッグスライムとは単一個体ではなく群体であるため、合体する群れ全てと契約する必要があった。その応用でより多くの群れが合体した更に大型のスライムとの契約も行っている。
転移して森で暮らし始めてから3年後、11歳のときにジャミール公爵と偶然出会ったことで公爵家と縁を持ち、彼らの勧めでギムルの街に定住することとなった。ギムルの街ではテイマーギルド、冒険者ギルド、並びに商業ギルドに登録し、生前の知識と使役するスライムの能力を駆使し、超ホワイト企業のクリーニング店を開業する。さらには冒険者としても、魔物討伐やその他冒険者ギルドの難題を解決したりと多岐に渡る活躍を見せることとなる。
外見年齢とは裏腹に多くの知識を持ち、また身体能力やそれに伴う実績も高いため、公爵家をはじめとする関係者からの評判は著しく高い。魔法全属性の適性を与えられているほか、前世の影響で武術にも達人レベルで精通し、地球神の影響により各種耐性も高レベルで備えている万能型。
前世の父親の指導や社畜生活を反映し、精神的・肉体的苦痛耐性のスキルを高いレベルで手に入れているが、このスキルが原因であらぬ誤解を受けることがある。

### 神達
セイルフォールには、11柱の神達が存在し、それぞれ担当する分野と、神域における存在場所を持っている。地球の神と比較すると、かなり格下の存在らしい。この世界の神は基本的に善良であり、今回の転移者であり今までにない特異性を備えるリョウマに対して全員が興味を持っている。
ガイン
声 - 清川元夢
創造神。長い髭を持つ柔和な老人の姿をしている。リョウマをセイルフォールへ転移させた神の一柱。世界や生物、魔物を創造するだけでなく、スキルなども作り出すことができる。時々地球に観光に訪れており、日本の大人数アイドルグループのメンバーである鋤屋ともこの熱烈なファンである。リョウマに加護を与えた。
ルルティア
声 - 井上喜久子
愛の女神。リョウマをセイルフォールへ転移させた神の一柱。女神を集めて、女子会を開催したことがある。地球観光の際は、世界のスイーツ巡りをしている。リョウマに加護を与えた。
クフォ
声 - 小市眞琴
生命の神。少年の姿をしている。リョウマをセイルフォールへ転移させた神の一柱。地球観光の際は、秘境巡りをしている。リョウマに加護を与えた。
テクン
声 ‐ 檜山修之
酒と職人の神。毛深くて背の低いオッサンの姿をしている。リョウマに加護を与えただけでなく、結果として酒が湧き出す神器のゴブレットも与えた。ガイン達がお忍びで地球を訪れていることを羨み、他の神々と一緒にガイン達を糾弾した。
フェルノベリア
声 ‐ 江口拓也
魔法と学問を司る神。巨大な本棚に囲まれた空間で、痩せた青年の姿をしている。あまり自分の領域からでないだけではなく、かかわりを持ちたくない神々を、自分の領域に入れないように神の力を行使している。ガイン達が異世界を訪れていることを糾弾した一柱。人間に興味を持つことがほとんどなかったが、特異な存在であったリョウマには興味を持つようになる。
キリルエル
戦と断罪の女神。鍛えられた体に鎧や剣で武装しているが、しなやかで女性的な部分も多い。男性のような言葉遣いをする。ルルティアに誘われて、女子会をしていたことがある。
ウィリエリス
大地と豊穣の女神。ルルティアに誘われて、女子会をしていたことがある。ガイン達が異世界を訪れていることを糾弾した一柱。グリンプの妻。同じ神であるセーレリプタとは、天地創造の頃から仲が悪い。
グリンプ
農業と家畜の神。鍬を担いだ中年男性の姿をしている。ガイン達が異世界を訪れていることを糾弾した一柱。ウィリエリスの夫。
マノアイロア
芸術の神で、普通だったり奇抜だったり、様々な格好をしている。飽きっぽく、放浪癖があり、神界のあちこちを移動しており、神同士でもしばらく会うことがないほどである。
セーレリプタ
水場と漁の神。人々にはたくましい海の男の姿と思われているが、実際は華奢な体に長髪で血色が悪く、引きこもりの中学生のような外見をしている。実際に、人間はおろか神同士ですら交流はほとんどないが、リョウマには興味を抱き、彼の心の闇を暴いた。
メルトリーゼ
作中登場はしないが、11柱いる神の一柱。どうやらずっと寝ているらしい。

### ジャミール家
エリアリア・ジャミール
声 - 桑原由気
本作のヒロイン。ラインハルトの娘。愛称はエリア。名付け親は現国王エリアス。祖先に魔力無双の転移者がいるジャミール公爵家に誕生した先祖返りであり、その影響でリョウマをも凌駕する膨大な魔力量を持つ。魔法は火と氷が得意で、得意ではないが水も使える。魔力が多すぎるため魔法の制御に苦戦。幼少期には暴走させた事もあったため魔法に苦手意識があったが、リョウマの提案した訓練のおかげでそれを克服した。初めての従魔契約でリョウマの助言によりクリーナースライムへと進化可能な個体と契約。その後も、契約の難しいリムールバードと希少な上位種を含めた複数匹もの契約に成功するなど従魔術にも高い才能を発揮した。当初からリョウマに好意的に接していたが、恩を受けてからより好感度が高くなった。学校に通うため、3年後の再会を約束してリョウマにペンダントを預け街を去っていった。別れた後の少年期が大加筆された改訂の影響を受け、現在のところ改訂前に比べて出番が大幅に減っている。改訂前は青年期ごろから一緒の行動が増えていた。
ラインハルト・ジャミール
声 - 小野大輔
リフォール王国の貴族であるジャミール公爵家当主。エリアリアの父。現国王エリアスの親友。狩りの最中にリョウマに出会い、その縁で彼の守護者となる。四足獣との相性が良い従魔術師。鳥類との相性は悪い。従魔術では父や妻にかなわないため、自身は剣を振るうことを選んだ。
エリーゼ・ジャミール
声 - 早見沙織
ラインハルトの妻でエリアリアの母。現国王エリアス・デ・リフォールの妹。リョウマの生い立ちに同情的で、何かと世話を焼こうとする。ルォーグという名前のリトルフェンリルをボスとする20匹の群れと、狼型の魔獣100匹を従える強力な従魔術師。
ラインバッハ・ジャミール
声 - 子安武人
ラインハルトの父でエリアリアの祖父。リョウマがいつか自立することを予想していた。火竜山脈の神獣である火竜と契約を結んでいる。20匹近くの龍種を従える最強の従魔術師であるだけでなく、武功も立てて国難を救ったこともある英雄。
セバス
声 - 西村知道
ジャミール家の執事。若いころからラインバッハに付き従う、国有数ともてはやされる一流の空間魔法使い。空間魔法が欲しい貴族達から多くの子息や家臣を弟子として押し付けられた過去があるが、そのほとんどがモノにならず失望を重ねていた。リョウマにも空間魔法の手ほどきを行い、その才能に驚きと喜びを抱いていた。
ヒューズ
声 - 河本啓佑
ジャミール家の従者、ラインハルトの護衛。元冒険者で公爵家にスカウトされた。正式には公爵家の警備兵であり、ゼフ・カミル・ジルの3人も同僚。狩りの最中の大怪我をリョウマに治療してもらい、命を救われる。後に上の役職に昇進しメイドのルルネーゼと結婚する。
ゼフ
声 - 森久保祥太郎
ジャミール家の従者、ラインハルトの護衛。顎髭。斥候役。
カミル
声 - 田村睦心
ジャミール家の従者、ラインハルトの護衛。オレンジ髪の太眉。魔法使い。
ジル
声 - 小林千晃
ジャミール家の従者、ラインハルトの護衛。銀髪。

### 冒険者ギルド
ウォーガン
声 - 稲田徹
冒険者ギルドのギルドマスター。外見は強面だが、冒険者たちをよく見ており、面倒見の良いところがある。
メイリーン
声 - 和久井優
冒険者ギルドの受付嬢。
ミーヤ
声 - 高野麻里佳
猫人族。リョウマの初依頼客。な行を「にゃ」、ま行を「みゃ」と言い、語尾に「にゃ」と付ける口癖がある。
リョウマが共同トイレの掃除をする時に見張り役として協力した。
ジェフ・グランジェ
声 - 川田紳司
ウォーガンとは旧知の仲の冒険者。リョウマが共同トイレの掃除をする時に見張り役として協力。スラム出身で、冒険者になってからはスラムの住人たちの面倒をあれこれ見ている。
アサギ
声 - 井上雄貴
ドラゴニュートの冒険者。リョウマが共同トイレの掃除をする時に見張り役として協力。
レイピン
声 - 八代拓
魔獣の研究をしている冒険者。リョウマが共同トイレの掃除をする時に見張り役として協力。コーキンとは、魔獣研究所時代の同僚。
ウェルアンナ
声 - 広瀬ゆうき
犬人族の冒険者。リョウマが共同トイレの掃除をする時に見張り役として協力。ミーヤの元パーティメンバー。
ミゼリア
声 - 高田憂希
虎人族の冒険者。リョウマが共同トイレの掃除をする時に見張り役として協力。ミーヤの元パーティメンバー。
シリア
声 - 福緒唯
兎人族の冒険者。リョウマが共同トイレの掃除をする時に見張り役として協力。ミーヤの元パーティメンバー。
ゴードン
ドワーフの男性冒険者。リョウマが共同トイレの掃除をする時に見張り役として協力。一時期バンブーフォレストの警備も行なった。
シェール
人族の男性冒険者。リョウマが共同トイレの掃除をする時に見張り役として協力。一時期バンブーフォレストの警備も行なった。

### バンブーフォレスト
カルラ・ノーラッド
声 - 久保田梨沙
セルジュの紹介でリョウマの洗濯屋で働く双子の姉。経営手腕があり、表に立って働くことが得意で、リーダーシップに優れる。
カルム・ノーラッド
声 - 中村桜
セルジュの紹介でリョウマの洗濯屋で働く双子の弟。経営手腕にも秀でているが、姉の補佐をしていたため、情報収集や操作などの裏工作も得意。
フェイ
声 - 青木強
元はジルマール帝国の四大勢力のひとつウィン家に仕える手練れの暗殺者だったが、主家が抗争に負けた事でリフォール王国へ亡命。鉱山で働いていた時に足を骨折し、仕事を探していた所をリーリンと共にリョウマに雇用されることになった。リーリンとは同じ部隊に配属され、コンビを組んで仕事をしていたために娘という設定にしていたが、実際には血の繋がりはない。ただし、10年以上行動を共にするうちに、実際の娘のように思っている。
リーリン
声 - 東城日沙子
フェイと同じく、元ジルマール帝国の暗殺者。彼と共に住み込みで働くことになった。
フィーナ
声 - 星ノ谷しずく
ヴァイツェン村から出稼ぎにやってきた従業員、しっかりもの。商業ギルドから紹介された。
マリア
声 - 小田切優衣
ヴァイツェン村から出稼ぎにやってきた従業員、少しおっとり系。商業ギルドから紹介された。
ジェーン
声 - ファイルーズあい
ヴァイツェン村から出稼ぎにやってきた従業員、元気な女の子。商業ギルドから紹介された。
シェルマ
声 - 柳原かなこ
バンブーフォレストで働く料理人。この世界では賄いは従業員が作るのが当たり前だが、リョウマが福利厚生に力を入れようと、わざわざ商業ギルドに依頼して紹介してもらった。
ドルチェ
声 ‐ 榎木淳弥
スラム出身で、支店出店に向けての人材育成のために、ジェフの紹介で用心棒として雇われた。
コーキン
声 ‐ 石田彰
元貴族で魔獣研究所に勤める研究員だった。腕はよくないが、従魔術師でもある。スライムの研究に私財を注ぎ込み、研究所を馘になったことでスラムへやってきて、それでもスライムの研究を続けていた。ジェフの紹介で、支店の店長候補として雇われた。レイピンとは魔獣研究所に同僚であった。
ロベリア、トニー
声 ‐ 沼倉愛美（ロベリア）、下野紘（トニー）
2人ともコーキンと同じく、魔獣研究所を馘になってスラムに流れ着いたところを、従魔術師としてリョウマに雇われた。

### テイマーギルド
テイラー・スミット
テイマーギルド、ギムル支部の責任者。

### 商業ギルド
グリシエーラ
声 - 鈴木れい子
商業ギルドのギルドマスター。人生経験豊富な老婆で鋭い観察力を持つ。ギルドマスターになる前は、薬を専門としていた。冒険者ギルドのウォーガンとは既知の仲で彼からは「糞ババア」と呼ばれている。リョウマを気に入って何かと便宜を図ってくれるようになる。

### モーガン商会
セルジュ・モーガン
声 - 保村真
モーガン商会の会頭、ラインハルトが竜馬に紹介したラインハルト御用達の商人。竜馬の商売と買い物に関する世話を焼く。

### サイオンジ商会
ピオロ・サイオンジ
声 - 鈴村健一
サイオンジ商会の会頭。食品を主に取り扱う商人。リョウマにとっては関西弁に聞こえる方言を使う。
クラナ・サイオンジ
ピオロの妻でミヤビの母。
ミヤビ・サイオンジ
声 - 巽悠衣子
ピオロの娘。エリアと同じ学園へ通う事が決まっており、彼女の友人になってもらおうとリョウマが少し手を回した。後に学園でエリアと出会って友人となり、PTを組むことになった。

### 王都の学園
ミシェル・ウィルダン
声 - 藤原夏海
学園で知り合ったエリアリアの友人でPT仲間。ウィルダン伯爵家の長女。中性的で美形な外見の為に入学当初は男と間違われて女子生徒に懐かれていた。錬金術における魔法陣学を研究している。
リエラ・クリフォード
声 - 髙橋ミナミ
学園で知り合ったエリアリアの友人でPT仲間。代々優秀な騎士を排出し男爵の位を授かっているクリフォード男爵家の長女。ミシェルに誘われた。剣術の成績トップ。
カナン・シューザー
声 - 種崎敦美
学園で知り合ったエリアリアの友人でPT仲間。犬の獣人。平民で魔法道具職人の名門シューザー家の娘。接近戦が得意で隠密行動や罠や斥候向きな子としてミヤビに誘われた。手先が器用で小物作りや細工が得意。付与魔法特化の付与魔法使いで付与魔法以外の魔法が全く使えない為ひとりで魔法道具が作れず付与したい魔法の魔法使いの協力が必要で、更にその魔法使いとの魔力的な相性の良さが問われる。

### 地球の住人
課長
竹林竜馬が地球で勤めていた会社の上司。
非常に歪んだ救いようのない人格の持ち主であり、リョウマに対して理不尽なことで怒鳴りつけるなどのパワハラを行っていたばかりか、彼の死後は死体を蹴り飛ばしたり、駆けつけた警察官に暴力を振るったりしていた。
最後は犯罪者となり、葬式の香典の横領、リョウマが生前所持していた刀の窃盗、その刀を使った殺人未遂の罪で逮捕された。
田淵君
竹林竜馬が地球で勤めていた会社の仲の良かった部下。オタクでなかなか会社に馴染めなかったのを、リョウマがよく面倒を見ていた。自分に自信がなく、おどおどした態度が似ていたことから、セイルフォールで最初にテイムした魔獣であるスライムを「田淵君」と名付けていた。そのスライムは既に死亡し核だけになってしまったが、リョウマはそれを埋葬することも捨てることもなく今でも所持している。
竹林竜馬の父
名前は作中で語られず不詳。自身は刀匠であるが、それ以外に様々な武術や暗殺術に秀でている。それらの技を竜馬に伝授すべく、異常ともいえるほど厳しい修業を課していた。竜馬を息子として愛していたわけではなく、単に自分の持てる技を教えることだけに専念していた。

## セイルフォール
リョウマが転移させられた異世界の名前。魔法が発達したために、魔力の自然発生量よりも消費量が上回っており、魔力の枯渇に直面することがある。数百年単位で起こる魔力の枯渇時には、神達が地球から魔力の譲渡を受けるが、その際に魔力を移動させるために転移者が必要となる。

### リフォール王国
リョウマが転移させられたセイルフォールにある国のひとつ。人種間での差別がないために、リョウマの転移先に選ばれた。
ガナの森
リフォール王国にある森の名前で、リョウマが転移させられた場所。強い獣や魔獣が少なく、比較的安全。

#### ジャミール公爵領
ギムル
鉄鉱石を産出する鉱山がありかつては賑わっていたが、近年産出量が減ってきている。
ガウナゴ
ジャミール公爵領の領都で、公爵家の屋敷がある。
ケレバン
ジャミール公爵領の都市のひとつ。
レナフ
リョウマが初めての支店を出した街。転移者であったサイオンジ商会の創始者が中心となって発展した商業の街。
ヴァイツェン村
バンブーフォレストで働く出稼ぎ娘たちの出身村。リョウマの発案で麦茶を特産品としてサイオンジ商会に卸すことで、豊かになった。

#### ファットマ伯爵領
ポルコ・ファットマ伯爵という豚人族の貴族が収める領地。
シクム
ラトイン湖の南東に位置する漁村。マッドサラマンダー退治のために、リョウマが訪れた。

### ジルマール帝国
リフォール王国の北東にある国。フェイやリーリンの故国。

### シュルス大樹海
世界にいくつかある聖地のひとつで、魔獣の巣窟であり国内でも有数の危険地帯といわれる場所。ただし、貴重な薬草類の宝庫で、点在する洞窟では質が良く貴重な鉱石も採掘できる場所でもある。フェルノベリアが管理を担当している。神達が設定したリョウマの生い立ちでは、リョウマはここで生まれたことになっている。
コルミ村
リョウマが生まれたと設定されている村で、実際に祖父母役の武神ティガルと賢者メーリアが住んでいた。現在は廃村となっているらしいが、そこには祖父母の残した遺品が隠されており、リョウマにその所有権が移されているため、冒険者の目的としていつか訪れたいと考えている。

## 魔獣

### スライム
カインが創造した魔獣。青い球状の液体の中に顔を思わせる3つの穴が開いたコアが浮いている、という外見で、環境や食物によって進化していき、色やコアの穴の形状、所持するスキルが変化していく。死亡するとコアの部分のみを残して消滅する。
スティッキースライム
キャタピラーという芋虫型の魔物を食べさせ続けた結果進化した黄緑色のスライム。通常のスライムと大きさは変わらないが、粘着力の高い粘液で体が構成されている。粘液を吐く、または隠れて待ち構え、粘液に絡め取られた獲物を捕食する。粘液を利用して布を撥水加工したり、粘液を固めた丈夫で透明度の高い板で窓や器などの加工品を作ったりと戦闘より商業的な面で価値が高い。
ポイズンスライム
毒草を餌として与え続けた結果進化した紫色のスライム。結構な数のスライムが毒に耐え切れずに死んでしまったが、耐え切った個体が進化。他の個体よりも分裂速度が速く、一気に大量に増えた。攻撃要員として罠などで活躍。
アシッドスライム
動物の骨などの消化しにくい物を消化するため、消化能力が飛躍的に向上したスライム。進化原因の検証過程で生まれて以来、分裂で増えた。酸を利用した薬品や化合物開発のほか、攻撃要員として罠などで活躍。
クリーナースライム
スライムは自分を構成する水分の補充の為よく水を飲むが、その中にやたらとリョウマが体を洗った後の水を飲みたがる個体が居り、特に問題は無いと判断したリョウマが好きにさせていた結果、水というよりも水に浮いた垢などの老廃物を食べて進化した白いスライム。リョウマが始めた洗濯事業の中核。物品の汚れだけでなく人肌の垢や角質なども取り除くため冒険にも役立つ。また美容面での利用も研究中。
スカベンジャースライム
洞窟内に作られたトイレ兼ゴミ捨て場の匂いに不満を持ったリョウマが、腐りかけの動物の死体にスライムが群がっていた事を思い出し、新しく捕まえたスライムを２０匹ほど放り込んだ結果生まれた、茶色のスライム。食べた物を消化して得た栄養を魔力の宿った肥料として吐き出すスキルを持ち、他のスライムに比べて頻繁に分裂する特徴がある。その性質を利用したゴミ処理事業の中核だが、生み出された肥料が地母神の森で採れる聖地の土に似た効果を持っており、上手く利用できれば非常に有用な反面、信仰対象に近いため商品化には注意が必要と指摘された。
ヒールスライム
回復魔法を使える白いスライム。回復魔法をかけた一部のスライムが影響を受けて進化した。回復要員として活躍する。また回復魔法を使い続けるとより上位の回復魔法を使えるようになる。
その代わり戦闘力は皆無で、進化していない通常のスライムにも勝てない。そのため単独で行動することは無く、常にリョウマもしくは他のスライムと行動を共にしている。
メタルスライム
数多くいるスライムの上位種の１つで、金属の質感がある。これまでのどのスライムよりも硬く重い。身体を槍のように変形したりする事ができる。体を構成する液体が水銀のようになっており透明感が無いため、中心のコアが見えない。アイアンスライムと共に、車輪状に変形して転がる事で高速移動や体当たりを行う術を習得した。高い防御力を活かして戦闘でも前線で活躍する。性質を生かしてヘルメットなどの防具に変形させたりしている。
通常スライムが移動する際は跳ねるように動くのだが、体重が重いため球体になって転がるように移動する。
アイアンスライム
鉱山で捨てられていた赤土（鉄）を食べさせて進化したスライム。メタルスライムと同様コアが見えない。スキルはメタルスライムと同じようだが、硬化のレベルが１つ高い。メタルスライムと同じように活躍するほか、武器に変形できるよう訓練してリョウマの装備品として携帯されているものもいる。
移動方法もメタルスライムと同様、球体になって転がるように移動する。
ブラッディースライム
吸血、擬死などスキルを持つ赤いスライム。基本的に球状である他のスライムと違い体を構成する液体の粘性が低く、水溜りのように平べったい状態となっている。血を吸いだす能力に着目して精肉加工場で活躍するほか、毒に侵された血を摂取して毒耐性、病に侵された血を摂取して抗体を得た事から、毒にも菌にも対抗できるこの世界では初となる血清を生み出した。まだ個体数が少なく事業化はされていないが、将来的に大きな案件。
ビッグスライム
通常よりも巨大なスライム。
実は大量のスライムが合体し一つとなった集合体であり、ビッグスライムという単一の個体は存在しない。
獣魔契約をすることは不可能と言われていたが、これはビッグスライムが大量の集合体であるため一度に大量の個体と同時に契約しようとして失敗する、ということが原因であり、多数のスライムと一匹ずつ契約しそのスライムを合体させれば、獣魔契約をしたビッグスライムという状況を作り出すことは出来る。
合体するスライムの量が増えることで、ジャイアント、キングと上位の存在になっていく。
メディスンスライム
ポイズンスライムの上位種の濃い緑のスライム。体色の濃さのため、コアが見えづらい。
リョウマが作ってこぼした毒薬を飲んだ個体が進化したもの。
デオドラントスライム
クリーナースライムの中で、炭を好んで食べ始めた個体が進化した黒いスライム。体色が真っ黒のためコアが見えない。
クリーナースライムを臭いに特化させたような能力を持ち、消臭・脱臭などの効果を持つ液体を吐き出す。

### リムールバード
とても綺麗な青い羽根を持つ鳥の魔獣。見た目と鳴き声が綺麗で、高速で飛べるから人気はあるが契約は難しい。外見は大型のオウムに近いが、目を引くのはオナガドリのような長い尾。体が青、頭と尾が緑色の綺麗な羽を持つという事から観賞用としても人気がある。
獣魔契約を行うには音楽を聞かせ、リムールバードに気に入れられる必要があるが、腕前の良し悪しは関係無く、気に入られるかどうかはリムールバードの機嫌次第。上手な演奏で失敗し、苛立って楽器を壊した時の音で気に入られた、という例もある。成功すると綺麗な鳴き声で答えるが、失敗の場合まるで不愉快な警戒音を上げ、人間にとっては馬鹿にされたような印象を受ける。
温厚な性格だが魔獣としてはかなり強いため、契約に失敗した腹いせに攻撃しようとして返り討ちに遭う、という事例が後を絶たない。
ナイトメアリムールバード
リムールバードの上位種の１つ。通常よりも黒ずんだ体色を持つ。風属性魔法に加えて闇属性の魔法も使える。リョウマと契約した。
ファントムリムールバード
リムールバードの上位種の１つ。通常よりも白ずんだ体色を持つ、同じ上位種のナイトメアより更に希少な個体。風属性魔法に加えて光属性の魔法も使える。エリアと契約した。

## 既刊一覧

### 小説
- Roy（著）・りりんら（イラスト） 『神達に拾われた男』 ホビージャパン〈HJノベルス〉、既刊17巻（2025年6月19日現在）
  1. 2017年9月22日初版発行（同日発売[14]）、ISBN 978-4-7986-1509-7
  2. 2017年11月22日初版発行（同日発売[15]）、ISBN 978-4-7986-1571-4
  3. 2018年3月22日初版発行（同日発売[16]）、ISBN 978-4-7986-1653-7
  4. 2018年7月21日初版発行（同日発売[17]）、ISBN 978-4-7986-1730-5
  5. 2018年11月22日初版発行（同日発売[18]）、ISBN 978-4-7986-1807-4
  6. 2019年3月22日初版発行（同日発売[19]）、ISBN 978-4-7986-1887-6
  7. 2019年8月24日初版発行（同日発売[20]）、ISBN 978-4-7986-1980-4
  8. 2020年2月22日初版発行（同日発売[21]）、ISBN 978-4-7986-2124-1
  9. 2020年8月22日初版発行（同日発売[22]）、ISBN 978-4-7986-2270-5
  10. 2020年12月22日初版発行（同日発売[23]）、ISBN 978-4-7986-2375-7
  11. 2021年12月18日初版発行（同日発売[24]）、ISBN 978-4-7986-2667-3
  12. 2022年11月18日初版発行（同日発売[25]）、ISBN 978-4-7986-2973-5
  13. 2023年4月19日発売[26]、ISBN 978-4-7986-3162-2
  14. 2023年11月17日発売[27]、ISBN 978-4-7986-3343-5
  15. 2024年5月17日発売[28]、ISBN 978-4-7986-3539-2
  16. 2024年12月19日発売[29]、ISBN 978-4-7986-3698-6
  17. 2025年6月19日発売[30]、ISBN 978-4-7986-3871-3

### 漫画
- Roy（原作）・りりんら（キャラクター原案）・蘭々（作画） 『神達に拾われた男』 スクウェア・エニックス〈ガンガンコミックスUP!〉、既刊14巻（2025年3月7日現在）
  1. 2018年6月13日初版発行（同日発売[31]）、ISBN 978-4-7575-5742-0
  2. 2018年10月22日初版発行（同日発売[32]）、ISBN 978-4-7575-5881-6
  3. 2019年4月12日初版発行（同日発売[33]）、ISBN 978-4-7575-6041-3
  4. 2019年10月12日初版発行（同日発売[34]）、ISBN 978-4-7575-6343-8
  5. 2020年4月22日初版発行（同日発売[35]）、ISBN 978-4-7575-6610-1
  6. 2020年12月22日初版発行（同日発売[36]）、ISBN 978-4-7575-6981-2
  7. 2021年6月7日初版発行（同日発売[37]）、ISBN 978-4-7575-7286-7
  8. 2022年2月7日初版発行（同日発売[38]）、ISBN 978-4-7575-7725-1
  9. 2022年9月7日初版発行（同日発売[39]）、ISBN 978-4-7575-8116-6
  10. 2023年3月7日初版発行（同日発売[40]）、ISBN 978-4-7575-8444-0
  11. 2023年10月6日初版発行（同日発売[41]）、ISBN 978-4-7575-8834-9
  12. 2024年3月7日初版発行（同日発売[42]）、ISBN 978-4-7575-9079-3
  13. 2024年10月7日初版発行（同日発売[43]）、ISBN 978-4-7575-9455-5
  14. 2025年3月7日発売[44]、ISBN 978-4-7575-9721-1

## テレビアニメ
2020年2月にアニメ化企画進行中であることが発表され、同年4月にテレビアニメ化が発表された。第1期は同年10月から12月までTOKYO MXほかにて放送された。
2021年6月に第2期『神達に拾われた男2』の制作が発表され、2023年1月から3月まで放送された。

### スタッフ
|                              | 第1期                                                                                      | 第2期                                                                                      |
| ---------------------------- | ------------------------------------------------------------------------------------------ | ------------------------------------------------------------------------------------------ |
| 原作                         | Roy                                                                                        | Roy                                                                                        |
| キャラクター原案             | りりんら                                                                                   | りりんら                                                                                   |
| 監督                         | 柳瀬雄之                                                                                   | 柳瀬雄之                                                                                   |
| シリーズ構成・脚本           | 筆安一幸                                                                                   | 山田由香                                                                                   |
| メインキャラクターデザイン   | 出口花穂                                                                                   | 出口花穂                                                                                   |
| プロップデザイン             | 広瀬良雄                                                                                   | 広瀬良雄                                                                                   |
| プロップデザイン             | 栗原詩織、猪瀬愛美 吉成友美                                                                |                                                                                            |
| 美術監督                     | 柴田聡                                                                                     | 柴田聡                                                                                     |
| 色彩設計                     | 渡辺亜紀                                                                                   | 渡辺亜紀                                                                                   |
| 撮影監督                     | 野村雪菜                                                                                   | 野村雪菜                                                                                   |
| 3DCGディレクター             | 杉本達彦                                                                                   | ディック小鹿原                                                                             |
| 編集                         | 小峰博美                                                                                   | 小峰博美                                                                                   |
| 音響監督                     | 土屋雅紀                                                                                   | 土屋雅紀                                                                                   |
| 音楽                         | 堤博明                                                                                     | 堤博明                                                                                     |
| 音楽制作                     | ランティス                                                                                 | ランティス                                                                                 |
| 音楽プロデューサー           | 竹山茂人                                                                                   |                                                                                            |
| プロデューサー               | 佐々木秀太、和田雄一郎、蔵本昌也 佐藤晴美、飯島江美子、林信仁 見市敏之、結城未来、大森慎司 | 佐々木秀太、和田雄一郎、蔵本昌也 佐藤晴美、飯島江美子、林信仁 見市敏之、結城未来、大森慎司 |
| プロデューサー               | 藤井貴大、吉江輝成 宮城惣次                                                                | 杉浦綾香、竹山茂人 小澤文啓、板倉克磨                                                      |
| アニメーションプロデューサー | 向井悠樹                                                                                   | 向井悠樹                                                                                   |
| アニメーション制作           | MAHO FILM                                                                                  | MAHO FILM                                                                                  |
| 製作                         | 『神達に拾われた男』製作委員会                                                             | 『神達に拾われた男2』製作委員会                                                            |

### 主題歌
「ヤサシイセカイ」
田所あずさによる第1期オープニングテーマ。作詞はこだまさおり、作曲・編曲はh-wonder。
「BLUE ROSE knows」
MindaRynによる第1期エンディングテーマ。作詞・作曲はMisaki、編曲は長澤孝志。
「Way to go」
MindaRynによる第2期オープニングテーマ。作詞・作曲はMisaki、編曲は長澤孝志。
「ドラム式探査機」
田所あずさによる第2期エンディングテーマ。作詞・作曲は大木貢祐、作曲・編曲は神田ジョン。

### 各話リスト
| 話数   | サブタイトル                   | 脚本     | 絵コンテ       | 演出       | 作画監督                                                                  | 総作画監督                                       | 初放送日       |       |       |       |       |       |       |       |       |       |       |       |       |       |       |       |       |       |
| 第1期  | 第1期                          | 第1期    | 第1期          | 第1期      | 第1期                                                                     | 第1期                                            | 第1期          | 第1期 | 第1期 | 第1期 | 第1期 | 第1期 | 第1期 | 第1期 | 第1期 | 第1期 | 第1期 | 第1期 | 第1期 | 第1期 | 第1期 | 第1期 | 第1期 | 第1期 |
| ------ | ------------------------------ | -------- | -------------- | ---------- | ------------------------------------------------------------------------- | ------------------------------------------------ | -------------- | ----- | ----- | ----- | ----- | ----- | ----- | ----- | ----- | ----- | ----- | ----- | ----- | ----- | ----- | ----- | ----- | ----- |
| 第1話  | スライムたちとリョウマ         | 筆安一幸 | 柳瀬雄之       | 柳瀬雄之   | 柳瀬雄之                                                                  | 出口花穂                                         | 2020年 10月4日 |       |       |       |       |       |       |       |       |       |       |       |       |       |       |       |       |       |
| 第2話  | スライムたちと旅立ち           | 筆安一幸 | 大薮恭平       | 大薮恭平   | 大薮恭平 関口雅浩                                                         | 出口花穂                                         | 10月11日       |       |       |       |       |       |       |       |       |       |       |       |       |       |       |       |       |       |
| 第3話  | スライムたちと初めての街       | 筆安一幸 | M.F.K          | 又野弘道   | 飯飼一幸 松下清志                                                         | 出口花穂                                         | 10月18日       |       |       |       |       |       |       |       |       |       |       |       |       |       |       |       |       |       |
| 第4話  | スライムたちと清掃作業         | 筆安一幸 | 大薮恭平       | 大薮恭平   | 出口花穂 倖田ジョージ 関口雅浩                                            | 出口花穂 倖田ジョージ                            | 10月25日       |       |       |       |       |       |       |       |       |       |       |       |       |       |       |       |       |       |
| 第5話  | スライムたちとお嬢様の訓練     | 筆安一幸 | 大久保富彦     | 大久保富彦 | 大久保富彦 出口花穂 関口雅浩 西田美弥子 舛舘俊秀                          | 出口花穂 西田美弥子 舛舘俊秀                     | 11月1日        |       |       |       |       |       |       |       |       |       |       |       |       |       |       |       |       |       |
| 第6話  | スライムたちと魔獣討伐         | 筆安一幸 | 柳瀬雄之       | 柳瀬雄之   | 柳瀬雄之                                                                  | 出口花穂 西田美弥子 舛舘俊秀                     | 11月8日        |       |       |       |       |       |       |       |       |       |       |       |       |       |       |       |       |       |
| 第7話  | スライムたちと洗濯屋の開店準備 | 筆安一幸 | M.F.K          | 日下直義   | 出口花穂 関口雅浩 舛舘俊秀                                                | 出口花穂 舛舘俊秀                                | 11月15日       |       |       |       |       |       |       |       |       |       |       |       |       |       |       |       |       |       |
| 第8話  | スライムたちと洗濯屋稼業       | 筆安一幸 | 羽原久美子     | 大薮恭平   | 出口花穂 関口雅浩 西田美弥子 舛舘俊秀                                     | 出口花穂 西田美弥子 舛舘俊秀                     | 11月22日       |       |       |       |       |       |       |       |       |       |       |       |       |       |       |       |       |       |
| 第9話  | スライムたちと新しい同僚       | 筆安一幸 | M.F.K          | 日下直義   | 出口花穂 関口雅浩 西田美弥子 舛舘俊秀                                     | 出口花穂 西田美弥子 舛舘俊秀                     | 11月29日       |       |       |       |       |       |       |       |       |       |       |       |       |       |       |       |       |       |
| 第10話 | スライムたちと新種のスライム   | 筆安一幸 | 荻原洋子       | 神原敏昭   | 出口花穂 関口雅浩 舛舘俊秀                                                | 出口花穂 舛舘俊秀                                | 12月6日        |       |       |       |       |       |       |       |       |       |       |       |       |       |       |       |       |       |
| 第11話 | スライムたちと従魔術の練習     | 筆安一幸 | 大久保富彦     | 大久保富彦 | 出口花穂 大久保富彦                                                       | 出口花穂                                         | 12月13日       |       |       |       |       |       |       |       |       |       |       |       |       |       |       |       |       |       |
| 第12話 | スライムたちと新たなる日々     | 筆安一幸 | 柳瀬雄之       | 柳瀬雄之   | 柳瀬雄之                                                                  | 出口花穂                                         | 12月20日       |       |       |       |       |       |       |       |       |       |       |       |       |       |       |       |       |       |
| 第2期  |                                |          |                |            |                                                                           |                                                  |                |       |       |       |       |       |       |       |       |       |       |       |       |       |       |       |       |       |
| 第1話  | リョウマと新しい計画           | 山田由香 | 柳瀬雄之       | 柳瀬雄之   | 柳瀬雄之                                                                  | 出口花穂                                         | 2023年 1月9日  |       |       |       |       |       |       |       |       |       |       |       |       |       |       |       |       |       |
| 第2話  | リョウマと防犯訓練             | 岡田邦彦 | 大久保富彦     | 広嶋秀樹   | 飯飼一幸 山﨑展義 松下清志                                                | 出口花穂 大場優子 舛舘俊秀                       | 1月16日        |       |       |       |       |       |       |       |       |       |       |       |       |       |       |       |       |       |
| 第3話  | リョウマと看板娘               | 萬代耕士 | 柳瀬雄之       | 日下直義   | 出口花穂 青木真理子 佐々木一浩 南伸一郎                                   | 出口花穂                                         | 1月23日        |       |       |       |       |       |       |       |       |       |       |       |       |       |       |       |       |       |
| 第4話  | リョウマと2号店                | 岡田邦彦 | 柳瀬雄之       | 大薮恭平   | 大久保富彦 大場優子 関口雅浩 飯飼一幸                                     | 大久保富彦 出口花穂 大場優子 舛舘俊秀            | 1月30日        |       |       |       |       |       |       |       |       |       |       |       |       |       |       |       |       |       |
| 第5話  | リョウマと新たな出会い         | 萬代耕士 | 柳瀬雄之       | 寒竹清隆   | 桜井木ノ実 服部益美 杜伟峰 魏旭龍 陈亮                                    | 出口花穂                                         | 2月6日         |       |       |       |       |       |       |       |       |       |       |       |       |       |       |       |       |       |
| 第6話  | リョウマと魔法道具市           | 岡田邦彦 | 大久保富彦     | 大久保富彦 | 大久保富彦 出口花穂 大場優子 関口雅浩 青木真理子 鎌田均 南伸一郎          | 大久保富彦 出口花穂 大場優子 舛舘俊秀            | 2月13日        |       |       |       |       |       |       |       |       |       |       |       |       |       |       |       |       |       |
| 第7話  | リョウマと郷土料理             | 羽良俊馬 | 杉島邦久       | 神原敏昭   | 岡野幸男                                                                  | 出口花穂                                         | 2月20日        |       |       |       |       |       |       |       |       |       |       |       |       |       |       |       |       |       |
| 第8話  | リョウマと旅芸人               | 萬代耕士 | いわもとやすお | 日下直義   | 大久保富彦 出口花穂 猪瀬愛美 関口雅浩 飯飼一幸 中澤勇一 服部一郎 舛舘俊秀 | 大久保富彦 出口花穂 大場優子 舛舘俊秀            | 2月27日        |       |       |       |       |       |       |       |       |       |       |       |       |       |       |       |       |       |
| 第9話  | エリアリアと新しい仲間たち     | 山田由香 | 柳瀬雄之       | 柳瀬雄之   | 柳瀬雄之                                                                  | 出口花穂                                         | 3月6日         |       |       |       |       |       |       |       |       |       |       |       |       |       |       |       |       |       |
| 第10話 | リョウマと空飛ぶスライム       | 岡田邦彦 | 杉島邦久       | 日下直義   | 出口花穂 関口雅浩 青木真理子 飯飼一幸 舛舘俊秀                            | 出口花穂 大場優子 舛舘俊秀                       | 3月13日        |       |       |       |       |       |       |       |       |       |       |       |       |       |       |       |       |       |
| 第11話 | リョウマと慌ただしい日々       | 萬代耕士 | いわもとやすお | 粟井重紀   | 出口花穂 大場優子 西島圭祐 古川博之 宮暁秀                                | 出口花穂 大場優子                                | 3月20日        |       |       |       |       |       |       |       |       |       |       |       |       |       |       |       |       |       |
| 第12話 | リョウマとギムルの街           | 山田由香 | 柳瀬雄之       | 大薮恭平   | 柳瀬雄之 大久保富彦 出口花穂 猪瀬愛美 関口雅浩 清水明日香 舛舘俊秀        | 大久保富彦 出口花穂 大場優子 清水明日香 舛舘俊秀 | 3月27日        |       |       |       |       |       |       |       |       |       |       |       |       |       |       |       |       |       |

### 放送局
| 放送期間                 | 放送時間                     | 放送局      | 対象地域 | 備考                                        |
| ------------------------ | ---------------------------- | ----------- | -------- | ------------------------------------------- |
| 2020年10月4日 - 12月20日 | 日曜 23:30 - 月曜 0:00       | TOKYO MX    | 東京都   |                                             |
| 2020年10月7日 - 12月23日 | 水曜 0:30 - 1:00（火曜深夜） | BSフジ      | 日本全域 | 製作参加 / BS/BS4K放送 / 『アニメギルド』枠 |
| 2020年10月8日 - 12月24日 | 木曜 1:00 - 1:30（水曜深夜） | J:COMテレビ | 日本国内 | CATV / 『アニおび』枠                       |

| 配信開始日    | 配信時間                   | 配信サイト |
| ------------- | -------------------------- | --- |
| 2020年10月4日 | 日曜 23:30 - 月曜 0:00     | ABEMA |
|               | 日曜 23:30 更新            | Amazonプライム・ビデオ |
| 2020年10月8日 | 木曜 0:00（水曜深夜） 更新 | Netflix U-NEXT アニメ放題 dアニメストア J:COMオンデマンド みるプラス TELASA スマートパスプレミアム バンダイチャンネル Hulu FOD ひかりTV GYAO! ニコニコチャンネル TSUTAYA TV ビデオマーケット DMM.com Rakuten TV Google Play クランクイン！ビデオ HAPPY!動画 |

| 放送期間                | 放送時間                     | 放送局      | 対象地域 | 備考                                        |
| ----------------------- | ---------------------------- | ----------- | -------- | ------------------------------------------- |
| 2023年1月9日 - 3月27日  | 月曜 0:00 - 0:30（日曜深夜） | TOKYO MX    | 東京都   | 製作参加                                    |
| 2023年1月11日 - 3月29日 | 水曜 1:00 - 1:30（火曜深夜） | J:COMテレビ | 日本国内 | CATV                                        |
| 2023年1月12日 - 3月30日 | 木曜 0:30 - 1:00（水曜深夜） | BSフジ      | 日本全域 | 製作参加 / BS/BS4K放送 / 『アニメギルド』枠 |

| 配信開始日    | 配信時間                   | 配信サイト |
| ------------- | -------------------------- | --- |
| 2023年1月8日  | 日曜 21:30 - 22:00         | ABEMA |
| 2023年1月12日 | 木曜 0:00（水曜深夜） 更新 | Amazonプライム・ビデオ dアニメストア U-NEXT J:COMオンデマンド みるプラス TELASA DMM TV バンダイチャンネル ひかりTV FOD ニコニコチャンネル GYAO! ビデオマーケット music.jp Google Play YouTube HAPPY!動画 クランクイン！ビデオ iTSCOMオンデマンド OnGenムービー ムービーフル |

### BD
| 巻 | 発売日        | 収録話         | 規格品番   |
| -- | ------------- | -------------- | ---------- |
| 1  | 2021年1月13日 | 第1話 - 第4話  | BSTD-20391 |
| 2  | 2021年2月10日 | 第5話 - 第8話  | BSTD-20392 |
| 3  | 2021年3月10日 | 第9話 - 第12話 | BSTD-20393 |

| 巻 | 発売日        | 収録話         | 規格品番   |
| -- | ------------- | -------------- | ---------- |
| 上 | 2023年4月12日 | 第1話 - 第6話  | BSTD-20728 |
| 下 | 2023年5月10日 | 第7話 - 第12話 | BSTD-20729 |

### Webアニメ
公式twitterで配信の短編アニメ。『スライムたちの井戸端会議』は2020年10月3日以降はWeb版予告動画として配信。

### Webラジオ
リョウマ役の田所あずさとエリアリア役の桑原由気によるWebラジオ『神達に拾われた男 田所あずさと桑原由気の 異世界スローラジオ』が、2020年9月30日から2021年1月20日まで超！A&G+にて毎週水曜19時に配信していた。全17回。
Webラジオ『神達に拾われた男 田所あずさと桑原由気の 異世界スローラジオ2』が2023年1月5日から超！A&G+にて毎週木曜19時に配信。

#### ゲスト
神達に拾われた男 田所あずさと桑原由気の 異世界スローラジオ
- 第13・14回（12月23日・30日） - 高野麻里佳